# Ada Florence Kinton
Ada Florence Kinton, née le 1er avril 1859 à Battersea et décédée le 27 mai 1905 à Huntsville, est une artiste, éducatrice, officier de l'Armée du salut et rédactrice en chef canadienne d'origine anglaise.

## Biographie
Originaire de Londres, Ada Florence Kinton est la fille de John Louis Kinton, enseignant la littérature dans un collège, et de Sarah Curtis Mackie, tous deux méthodistes. Après avoir terminé ses études secondaires, elle fréquente une école d'art et obtient un certificat de maîtrise en art, à l’âge de vingt-trois ans. Immédiatement après la mort de son père en décembre 1882, elle rend une visite prolongée à ses frères, Edward et Mackie, qui ont émigré dans la région de Muskoka, en Ontario,.
Ada Florence Kinton retourne en Angleterre, et enseigne l'art dans un pensionnat pour dames, puis intègre un cours de troisième cycle à la South Kensington School of Art.
En 1883, Ada Florence Kinton rencontre le général William Booth, fondateur de l'Armée du salut. En 1886, elle se rend au Canada et enseigne l'art à Kingston, puis à Toronto. En 1889, elle rejoint l'Armée du salut à Toronto. Elle travaille dans diverses institutions de l'Armée du salut, comme la maison des alcooliques, le refuge pour enfants et la maison d’aide pour les femmes. L'Armée du salut était la seule organisation religieuse de l'époque dans laquelle les femmes étaient autorisées à devenir l'équivalent du clergé.
En 1892, Ada Florence Kinton devient la rédactrice adjointe de l'édition canadienne de The War Cry (en). Elle écrit des articles pour le journal, et réalise également des illustrations.
En 1891, elle est nommée capitaine de l'Armée du salut. En 1893, le nouveau leader canadien Herbert Booth lui demande d'être la secrétaire particulière de sa femme. Elle doit également s'occuper des enfants du couple Booth. Lors d'un voyage avec les Booth en Australie, elle développe une tuberculose. Après s'être reposée chez sa sœur à Huntsville, elle reprend ses voyages avec la famille aux États-Unis. Elle fait une rechute de la tuberculose en 1903, et retourne à Huntsville,.
Ada Florence Kinton est morte à Huntsville, à l'âge de 46 ans.
En 1907, l’autobiographie Just One Blue Bonnet : the Life Story of Ada Florence Kinton, artist and salvationist est publiée avec sa sœur, Sara Amelia Kinton Randleson comme éditrice,.